# Happy Christmas 'War is Over'
Happy Christmas 'War is Over', è un album del disc jockey, produttore discografico e conduttore radiofonico italiano Carlo Prevale. È stato pubblicato il 14 dicembre 2018 dall'etichetta discografica italiana Bit Records.
L'album è strutturato in 8 tracce audio di cui 4 versioni differenti: Prevaloso Pure Concept, Prevaloso Quiet Concept, Prevaloso Slow Concept e Prevaloso Tanzen Concept in extended e radio mix. Tutte realizzate, arrangiate, missate da Prevale ed interpretate dalla cantante salentina Desi.

## Tracce
Edizioni musicali Bit Records.
1. Prevale – Happy Christmas 'War is Over' (Prevaloso Pure Concept) (Radio Mix) – 3:56 (John Lennon, Yōko Ono)
2. Prevale – Happy Christmas 'War is Over' (Prevaloso Pure Concept) (Extended Mix) – 5:24 (John Lennon, Yōko Ono)
3. Prevale – Happy Christmas 'War is Over' (Prevaloso Quiet Concept) (Radio Mix) – 3:56 (John Lennon, Yōko Ono)
4. Prevale – Happy Christmas 'War is Over' (Prevaloso Quiet Concept) (Extended Mix) – 5:24 (John Lennon, Yōko Ono)
5. Prevale – Happy Christmas 'War is Over' (Prevaloso Slow Concept) (Radio Mix) – 3:38
6. Prevale – Happy Christmas 'War is Over' (Prevaloso Slow Concept) (Extended Mix) – 6:24 (John Lennon, Yōko Ono)
7. Prevale – Happy Christmas 'War is Over' (Prevaloso Tanzen Concept) (Radio Mix) – 3:56 (John Lennon, Yōko Ono)
8. Prevale – Happy Christmas 'War is Over' (Prevaloso Tanzen Concept) (Extended Mix) – 5:24 (John Lennon, Yōko Ono)

Durata totale: 38:02